# Andreas Heinzle
Andreas Heinzle (* 20. April 1978) ist ein ehemaliger österreichischer Fußballspieler.

## Karriere
Heinzle begann seine Karriere beim FC Götzis. Zur Saison 1990/91 wechselte er zum FC Dornbirn 1913. Zur Saison 1994/95 kehrte er wieder nach Götzis zurück, wo er ab der Saison 1995/96 in der Kampfmannschaft spielte. Zur Saison 1996/97 wechselte er zum Zweitligisten Schwarz-Weiß Bregenz. Dort debütierte er im August 1996 gegen die SV Braunau in der 2. Division. Bis Saisonende kam er zu vier Einsätzen in der zweithöchsten Spielklasse.
Zur Saison 1997/98 wechselte Heinzle nach Liechtenstein zum FC Vaduz. Nach drei Jahren im Ausland kehrte er zur Saison 2000/01 wieder nach Österreich zurück und schloss sich dem Regionalligisten FC Blau-Weiß Feldkirch an. Im Jänner 2006 wechselte er zum unterklassigen FC Sulz, bei dem er nach der Saison 2006/07 seine Karriere beendete.